# 莘州
莘州，中国古代的州。
隋朝开皇十六年（596年），隋代分魏州設置莘州，治所在清邑县（今山东省莘县），下辖乐平县、莘亭县、武陽县、武水县。大業元年（605年）废莘州，管轄莘县合并入魏州。
唐朝武德四年（621年）复置莘州，治所在莘县（今山东省莘县）。下辖莘县、临黄县（今河南省范县东南二十二里临黄集）、武陽县（今山东省莘县朝城镇）、莘亭县（今山东省莘县莘亭街道）。武德五年（622年），增设武水县（今山东省聊城市东昌府区沙镇）。贞观元年（627年），废莘州，武水县改属博州，莘县、临黄县、武陽县改属魏州。
莘州刺史
- 孟柱（622年）